# Leptoseps
Genre
Leptoseps est un genre de sauriens de la famille des Scincidae.

## Répartition
Les espèces de ce genre se rencontrent en Thaïlande et au Viêt Nam. 

## Liste des espèces
Selon The Reptile Database (5 octobre 2012) :
- Leptoseps osellai (Böhme, 1981)
- Leptoseps poilani (Bourret, 1937)

## Publication originale
- Greer, 1997 : Leptoseps: A new genus of scincid lizards from Southeast Asia. Journal of Herpetology, vol. 31, no 3, p. 393-398.